# 忘れてやらない (曲)
「忘れてやらない」（わすれてやらない）は、日本のテレビアニメ『ぼっち・ざ・ろっく!』の作中に登場するバンド「結束バンド」による配信限定シングル。2022年11月6日にサブスクリプションを含む配信開始した。

## 概要
テレビアニメ『ぼっち・ざ・ろっく!』第12話の挿入歌。
作詞はZAQ、作曲は吉岡大地、編曲はakkin。